# アフター・クライング
アフター・クライング（After Crying）は、1986年に結成されたハンガリーのアンサンブルで、現代のクラシック音楽やシンフォニック・ロックを作曲し演奏している。彼らは、チェロ、トランペット、ピアノ、フルートのような古典的な楽器から、現代のロック・バンドが使用するような楽器まで、さまざまな楽器を使用している。彼らは時々、伝統的な室内楽交響楽団とも共演している。そのスタジオ・アルバムは、楽器や構成が数多く変化するのが特徴である。

## メンバー

### 最新ラインナップ
- Zoltán Bátky - リード・ボーカル
- Gábor Egervári - フルート、ナレーション
- Csaba Erös - ピアノ、キーボード
- András Ádám Horváth - ギター、iパッド・サンプラー
- Zsolt Madai - ドラム、パーカッション、ヴィブラフォン
- Péter Pejtsik - チェロ、ベース、ヴァイオリン
- Balázs Winkler - トランペット、ピアノ、キーボード

### 旧メンバー
- Csaba Vedres - ピアノ、キーボード

## ディスコグラフィ

### スタジオ・アルバム
- Overground Music (1990年)
- Megalázottak és Megszomorítottak (1992年)
- 『大地と天空の寓話』 - Föld és ég (1994年)
- De Profundis (1996年)
- 『6』 - After Crying 6 (1997年)
- 『アフター・クライング・ショウ』 - Show (2003年)
- 『クリアトゥラ』 - Creatura (2011年)

### ライブ・アルバム
- Opus 1 (1989年)
- 『ストラグル・フォー・ライフ』 - Struggle For Life (2000年)
- 『ブートレッグ・シンフォニー』 - Bootleg Symphony (2001年)